# Rally de Montecarlo de 2003
El Rally de Montecarlo de 2003 fue la edición 71.ª y la primera ronda de la Temporada 2003 del Campeonato Mundial de Rally. Se celebró los días 24 y 26 de enero de ese año y supuso el debut del nuevo equipo de Citroën donde se impuso de manera absoluta situando a sus tres pilotos, Sébastien Loeb, Colin McRae y Carlos Sainz, en el podio.

## Desarrollo
Además de Citroën, otros cinco equipos oficiales se presentaron en Montecarlo: Peugeot que contaba con Marcus Grönholm, el único que presentaría una verdadera batalla frente al Xsara de Loeb,  y Richard Burns; Ford con Markko Märtin y François Duval; Subaru con Tommi Mäkinen y  Petter Solberg; Hyundai con Armin Schwarz y Freddy Loix y Skoda con Toni Gardemeister y Didier Auriol.
El equipo Skoda, donde debutaba Auriol, había recibido la buena noticia de que continuaría tres años con el nuevo Fabia WRC. Por su parte Hyundai afrontaba un rally con problemas de presupuesto, que peligraba su futuro de cara al resto de la temporada.
El Montecarlo ese año contaba con una primera etapa que se disputaba en los alrededores de Gap,  y las dos últimas en los habituales tramos de los Alpes Marítimos. Entre los tramos destaca una especial de 47 km la de Plan de Vitrolles, donde las condiciones climatológicas compliacaban la elección de los neumáticos. Por lo demás, la nieve fue ese año escasa, pero si abundaron las placas de hielo y zonas húmedas que provocaron diversos accidentes y salidas de carretera.

### Primera etapa
En el comienzo de la carrera, Grönholm se marcó tres scratch en los cinco primeros tramos, situándose líder. Sólo Loeb y Solberg fueron los únicos que pudieron seguir el ritmo del finlandés. Entre los primeros abandonos destacaron, Panizzi que partía con un minuto de penalización por una irregularidad en los entrenos y algo enfermo, decidió tirar la toalla al no verse con ritmo, Gardemeister que abandonó por rotura de motor de su Skoda Octavia WRC y Loix que se salió de la carretera con su Hyundai. Pero los abandonos más destacados fueron los dos Subarus de Makinen y Solberg que se accidentaron ambos en el quinto tramo. Makinen veía así rota su racha de cuatro triunfos consecutivos en Montecarlo.

### Segunda etapa
En el segundo día de la carrera ocurrió un grave accidente en el que se vieron implicados varios vehículos de unos espectadores, que bloquearon un túnel impidiendo a los pilotos acceder a los dos primeros tramos. Solo 16 coches pudieron llegar al control de salida, por lo que al resto de participantes se les otorgó el mismo tiempo que el último de los 16 coches que completaron los tramos.
En el octavo tramo, Loeb y Grönholm se venían disputando la victoria, hasta que el segundo chocó contra un muro de piedra arrancando una rueda de su Peugeot 206 WRC. Logró completar el tramo y llegar al parque de asistencia donde sus mecánicos repararon la avería pero quedó muy retrasado y perdió todas las opciones al triunfo.

### Tercera etapa
A partir de ahí la carrera se convirtió en un monólogo del francés que lideró la prueba hasta el final, acompañados en todo momento por sus compañeros de equipo, McRae y Sainz. El único piloto que pudo hacerles frente y evitar el triplete para Citroën, fue el estonio Märtin que a punto estuvo de robar a Sainz el tercer cajón del podio. En la última etapa del rally había dos tramos con condiciones muy diferentes: uno prácticamente seco y el otro con un firme muy resbaladizo,  por lo que la elección de neumáticos supuso un quebradero de cabeza para los pilotos, algo además muy habitual en el Rally de Montecarlo. La elección de neumáticos para esos dos tramos significaba acertar en uno y fallar en el otro. Carlos Sainz fue quien mejor escogió y pudo haber luchado por la victoria de no ser por un fallo hidráulico que lo dejó sin frenos y lo obligó a bajar el ritmo. El español tuvo que conformarse con la tercera plaza que pudo ser la cuarta, ya que Märtin terminó a solo tres segundos de él y gracias a un pequeño golpe en el último tramo que le hizo perder un tiempo precioso.
El triunfo de Citroën no pudo ser mejor y auguró una dura batalla el resto del año, que finalmente sería dominada por Subaru, a pesar del mal inicio de temporada.

## Itinerario y resultados
- El itinerario constaba de catorce tramos disputados en tres días, con un total de 415 km cronometrados.[3][4]

| Día             | Tramo | Nombre                                | Distancia | Ganador                    | Tiempo    | Veloc. media | Líder rally     |
| --------------- | ----- | ------------------------------------- | --------- | -------------------------- | --------- | ------------ | --------------- |
| 1 (24 de enero) | SS1   | Prunieres - Embrun 1                  | 28.36 km  | Marcus Grönholm            | 18:06.7   | 93.87 km/h   | Marcus Grönholm |
| 1 (24 de enero) | SS2   | Selonnet - Breziers 1                 | 22.52 km  | Marcus Grönholm            | 16:00.3   | 84.42 km/h   | Marcus Grönholm |
| 1 (24 de enero) | SS3   | Prunieres - Embrun 2                  | 28.36 km  | Sébastien Loeb             | 17:54.5   | 95.02 km/h   | Marcus Grönholm |
| 1 (24 de enero) | SS4   | Selonnet - Breziers 2                 | 22.52 km  | Marcus Grönholm            | 15:33.7   | 86.83 km/h   | Marcus Grönholm |
| 1 (24 de enero) | SS5   | Plan de Vitrolles - Faye 1            | 47.27 km  | Sébastien Loeb             | 28:54.9   | 98.09 km/h   | Marcus Grönholm |
| 1 (24 de enero) | SS6   | Plan de Vitrolles - Faye 2            | 47.27 km  | Colin McRae Sébastien Loeb | 30:04.7   | 94.29 km/h   | Marcus Grönholm |
|                 |       |                                       |           |                            |           |              | Marcus Grönholm |
| 2 (25 de enero) | SS7   | Les 4 Chemins - Sigale 1              | 32.11 km  | Cancelado                  | Cancelado | Cancelado    | Marcus Grönholm |
| 2 (25 de enero) | SS8   | Saint Antonin - Tourette du Chateau 1 | 25.15 km  | Sébastien Loeb             | 18:08.0   | 83.22 km/h   | Marcus Grönholm |
| 2 (25 de enero) | SS9   | Les 4 Chemins - Sigale 2              | 32.11 km  | Sébastien Loeb             | 24:59.3   | 77.10 km/h   | Sébastien Loeb  |
| 2 (25 de enero) | SS10  | Saint Antonin - Tourette du Chateau 2 | 25.15 km  | Carlos Sainz               | 17:52.3   | 84.44 km/h   | Sébastien Loeb  |
|                 |       |                                       |           |                            |           |              | Sébastien Loeb  |
| 3 (26 de enero) | SS11  | Sospel - Turini - La Bollene 1        | 32.58 km  | Colin McRae                | 25:30.6   | 76.63 km/h   | Sébastien Loeb  |
| 3 (26 de enero) | SS12  | Lantosque - Luceram 1                 | 19.52 km  | Markko Märtin              | 14:09.4   | 82.73 km/h   | Sébastien Loeb  |
| 3 (26 de enero) | SS13  | Sospel - Turini - La Bollene 2        | 32.58 km  | Carlos Sainz               | 24:52.0   | 78.61 km/h   | Sébastien Loeb  |
| 3 (26 de enero) | SS14  | Lantosque - Luceram 2                 | 19.52 km  | Carlos Sainz               | 13:46.1   | 85.06 km/h   | Sébastien Loeb  |

## Clasificación final
- Clasificación final del rally:[5]

| Pos. | Nr. | Piloto         | Copiloto         | Automóvil          | Tiempo     | Diferencia | Puntos |
| WRC  | WRC | WRC            | WRC              | WRC                | WRC        | WRC        | WRC    |
| ---- | --- | -------------- | ---------------- | ------------------ | ---------- | ---------- | ------ |
| 1.   | 18  | Sébastien Loeb | Daniel Elena     | Citroën Xsara WRC  | 04:29.11,4 | 0.00       | 10     |
| 2.   | 17  | Colin McRae    | Derek Ringer     | Citroën Xsara WRC  | 04:29.49,5 | + 38,1     | 8      |
| 3.   | 19  | Carlos Sainz   | Marc Martí       | Citroën Xsara WRC  | 04:30.03,6 | + 52,2     | 6      |
| 4.   | 4   | Markko Märtin  | Michael Park     | Ford Focus RS WRC  | 04:30.06,9 | + 55,5     | 5      |
| 5.   | 2   | Richard Burns  | Robert Reid      | Peugeot 206 WRC    | 04:32.27,9 | + 3.16,5   | 4      |
| 6.   | 20  | Cédric Robert  | Gérald Bedon     | Peugeot 206 WRC    | 04:34.28,1 | + 5.16,7   | 3      |
| 7.   | 5   | François Duval | Jean-Marc Fortin | Ford Focus RS WRC  | 04:34.28,5 | + 5.17,1   | 2      |
| 8.   | 10  | Armin Schwarz  | Manfred Hiemer   | Hyundai Accent WRC | 04:35.53,7 | + 6.42,3   | 1      |
| 9.   | 14  | Didier Auriol  | Denis Giraudet   | Škoda Octavia WRC  | 04:36.25,2 | + 7.13,8   |        |
| 10.  | 22  | Roman Kresta   | Miloš Hůlka      | Peugeot 206 WRC    | 04:37.02,3 | + 7.50,9   |        |

| Predecesor: - | WRC 2003 | Sucesor: Suecia 2003 |